# Gerhard Palitzsch

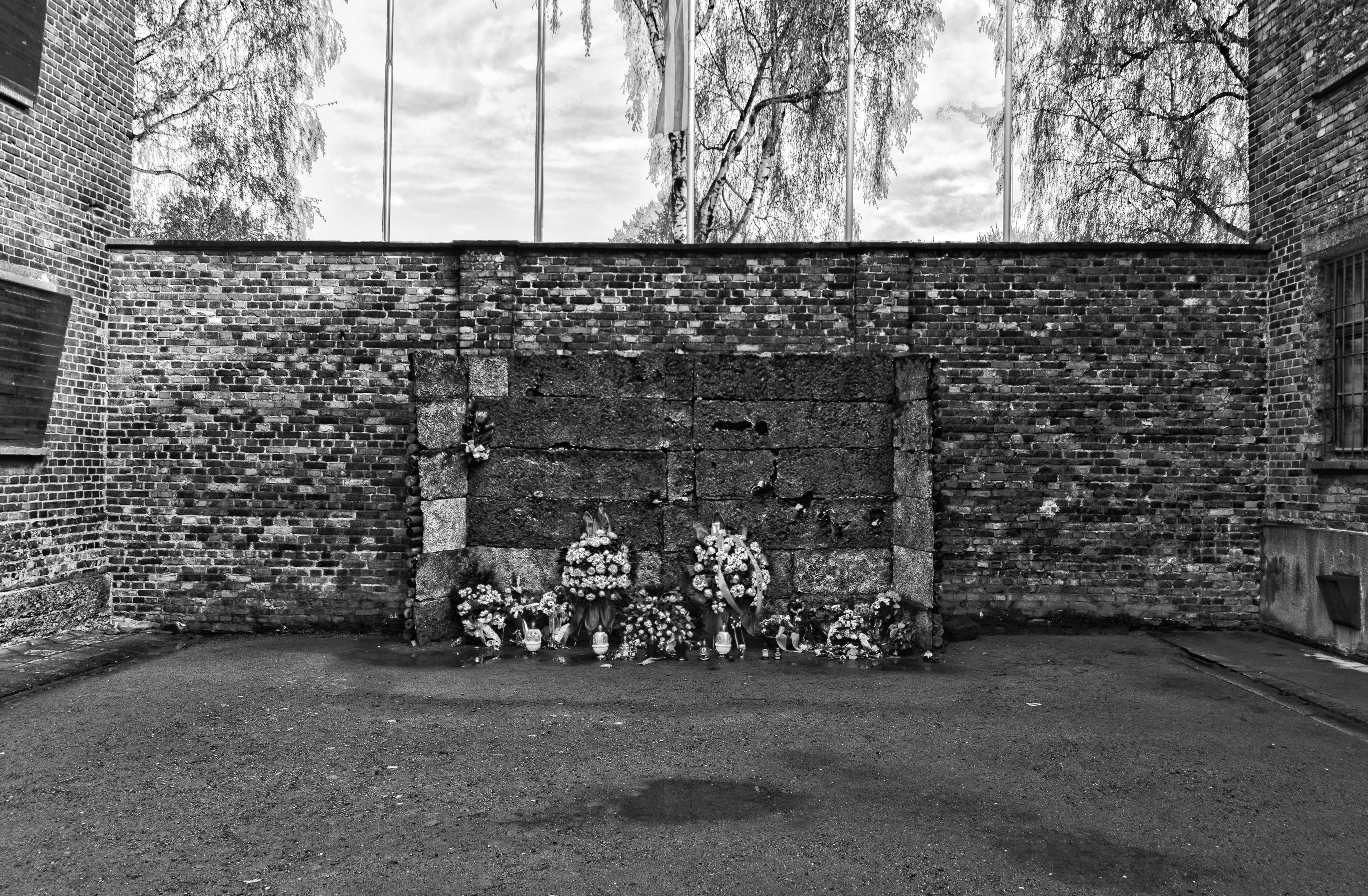
Rekonstruktion av den så kallade svarta väggen i Auschwitz.

Gerhard Palitzsch, född 17 juni 1913 i Großopitz, död 7 december 1944 i närheten av Budapest, var en tysk SS-Hauptscharführer. Han var Rapportführer, det vill säga kommendantens stabschef, i Auschwitz från 1940 till 1943.

## Biografi
Gerhard Palitzsch föddes i Großopitz i närheten av Dresden år 1913. År 1933 blev han medlem i Nationalsocialistiska tyska arbetarepartiet (NSDAP) och Schutzstaffel (SS). Han kommenderades först till koncentrationslägret Oranienburg för att senare tjänstgöra i Lichtenburg och Buchenwald. År 1936 var han verksam som Blockführer och Rapportführer i Sachsenhausen. Från 1938 till 1940 var Palitzsch andre Kommandoführer i Neuengamme.
Palitzsch anlände till Auschwitz den 20 maj 1940 och blev lägrets Rapportführer. I denna position verkställde han tusentals avrättningar vid den så kallade svarta väggen (tyska Schwarze Wand), även kallad "Dödsväggen", mellan Block 10 och Block 11. En tidigare lägerfånge, dr Bolesław Zbozień, vittnade om en av Palitzschs avrättningar:
| ” | En dag, jag kan inte erinra mig exakt datum, träffade vi Palitzsch på lägergatan i Auschwitz. Framför sig drev han en man och en kvinna. Kvinnan bar ett spädbarn i famnen och två andra barn, omkring sju och nio år gamla, gick bredvid henne. Gruppen gick i riktning mot block 11. Jag lyckades med några medfångar komma in i block 21 i tid. Från ett fönster i första våningen kunde vi se ut över gården till block 11 eftersom vi stod på ett bord inne i rummet. Det vi såg kommer att var [sic] inpräglat i mitt minne så länge jag lever. Mannen och kvinnan gjorde inget motstånd, när Palitzsch ställde dem framför Dödsväggen. Allt skedde med yttersta lugn. Mannen höll barnet på sin vänstra sida i handen. Det andra barnet stod mellan dem, de höll honom båda i händerna. Modern tryckte det yngsta barnet till bröstet. Palitzsch sköt först spädbarnet i huvudet. Skottet i bakhuvudet gjorde att skallen exploderade (...) det var blod överallt. Barnet vred sig som en fisk men modern bara tryckte det hårdare mot sig. Palitzsch sköt nu barnet i mitten. Mannen och kvinnan (...) stod som förstenade. Palitzsch kämpade med det äldsta barnet, som inte ville låta sig skjutas. Han tryckte ner honom på marken och sköt honom i bakhuvudet, stående på hans axlar. Sedan sköt han kvinnan och till slut mannen. Detta var det mest ohyggliga (...) Fastän många avrättningar ägde rum efter detta tittade jag inte på dem. | „ |

Palitzsch var närvarande vid gasningen av sovjetiska krigsfångar den 3 september 1941, då Zyklon B användes för första gången. Palitzsch ställdes efter en undersökning av SS-domaren Konrad Morgen inför rätta för korruption och rasskändning och dömdes till döden, men benådades och kommenderades som SS-Schütze till östfronten. Han stupade i närheten av Budapest.